# Hellmut Butterweck
Hellmut Butterweck (* 30. Dezember 1927 in Wien) ist ein österreichischer Wissenschaftsjournalist und Theaterkritiker.

## Leben
Geprägt durch seine negativen Erfahrungen als Jugendlicher, der in die deutsche Rüstungsindustrie als Hilfsarbeiter dienstverpflichtet wurde, verfasste er nach dem Krieg zahlreiche Essays, Glossen, Satiren und Reportagen gegen antidemokratische, antisemitische und neonazistische Tendenzen, erschienen u. a. in der österreichischen Wochenzeitschrift Die Furche. Bis 1992 war er dort Theaterkritiker und Leiter des Ressorts Wissenschaft und Zeitgeschichte und leitete nach seiner Pensionierung noch deren Buchressort.
Ab den frühen 1960er Jahren schrieb Hellmut Butterweck Theaterstücke, Hörspiele und Bücher. 1982 wurde das „Wunder von Wien“ im Theater in der Josefstadt uraufgeführt und in Hebräisch und Russisch übersetzt und 2005 wurde seine szenische Dokumentation „Drei Jahre für einen Zahn“ im Großen Schwurgerichtssaal in Wien, in Mauthausen und Ebensee, an Orten von Konzentrationslagern in der NS-Zeit, aufgeführt. Auch seine Bücher sind von der Auseinandersetzung mit der Unmenschlichkeit als zentrales Thema gekennzeichnet: so zum Beispiel „Verurteilt und begnadigt – Österreich und seine NS-Straftäter“, „Der Nürnberger Prozeß. Eine Entmystifizierung“, der Roman „Tote im Verhör“ über den ersten österreichischen Justizirrtum mit antisemitischem Hintergrund nach dem Zweiten Weltkrieg, oder „Die Rache des Geldes – Von Wachstumsgrenzen und dem Ende des Neoliberalismus“. 2016 erschien „Nationalsozialisten vor dem Volksgericht“; darin schuf Hellmut Butterweck nicht nur ein überaus lebendiges Bild einer hoch emotionalen, aber fast völlig vergessenen Auseinandersetzung der österreichischen Justiz mit den NS-Straftaten, sondern eröffnete auch einen überraschend neuen Blick auf den Alltag in der NS-Zeit.

### Auszeichnungen
- 2016: Preis der Stadt Wien für Publizistik
- 2025: Theodor-Kramer-Preis[3]

## Veröffentlichungen (Auswahl)
- als Redakteur: ¿Salud! Gesundheitsprojekte in Lateinamerika (= Zum Thema. 1993, 4, ZDB-ID 2269823-1). Institut für Internationale Zusammenarbeit, Wien 1993.
- als Herausgeber mit Robert Streibel: Tabu und Geschichte. Zur Kultur des kollektiven Erinnerns. Picus-Verlag, Wien 1994, ISBN 3-85452-254-1.
- als Redakteur: 30 Jahre IIZ. Der Weg zur Fachorganisation für integrierte ländliche Entwicklung (= Zum Thema. 1994, 1). Institut für Internationale Zusammenarbeit, Wien 1994.
- als Redakteur: VODP. Dorforientierte ländliche Entwicklungsprogramme (= Zum Thema. 1994, 3). Institut für Internationale Zusammenarbeit, Wien 1994.
- als Redakteur: Nicaragua. Die Alternative heisst Bildung.(= Zum Thema. 1994, 4). Institut für Internationale Zusammenarbeit, Wien 1994.
- Arbeit ohne Wachstumszwang. Essay über Ressourcen, Umwelt, Arbeit, Kapital. Campus-Verlag, Frankfurt am Main u. a. 1995, ISBN 3-593-35333-4.
- Österreichs Kardinäle. Von Anton Gruscha bis Christoph Schönborn. Ueberreuter, Wien 2000, ISBN 3-8000-3764-5.
- Verurteilt und begnadigt. Österreich und seine NS-Straftäter. Czernin, Wien 2003, ISBN 3-7076-0126-9.
- Der Nürnberger Prozess. Eine Entmystifizierung. Czernin, Wien 2005, ISBN 3-7076-0058-0.
- Tote im Verhör. Roman. Picus-Verlag, Wien 2008, ISBN 978-3-85452-628-5.
- Die Rache des Geldes. Von Wachstumsgrenzen und dem Ende des Neoliberalismus. Adatia-Verlag, Sankt Augustin 2009, ISBN 978-3-940461-04-9.
- Nationalsozialisten vor dem Volksgericht Wien. Österreichs Ringen um Gerechtigkeit 1945–1955 in der zeitgenössischen öffentlichen Wahrnehmung, 800 Seiten, mit einem Vorwort von Oliver Rathkolb, Studien-Verlag, Innsbruck 2016, ISBN 978-3-7065-5480-0.
- Staat, wach auf! Warum die Wirtschaft einen externen Regulator braucht. Böhlau, Wien 2019, ISBN 978-3-205-23262-9.